# Oreophryne

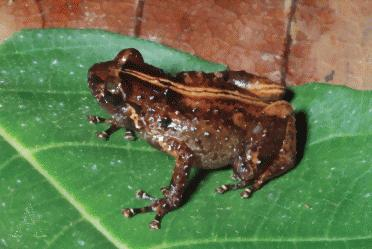
Oreophryne cameroni

Oreophryne ist eine Froschgattung aus der Unterfamilie der Papua-Engmaulfrösche (Asterophryinae), die in Südostasien verbreitet ist und 1895 von Oskar Boettger erstmals beschrieben wurde. Sie ist nicht zu verwechseln mit der ebenfalls 1895 beschriebenen Gattung Oreophrynella, die in Südamerika vorkommt und zur Familie der Kröten zählt.

## Beschreibung
Die Pupillen sind horizontal. Die Zunge ist groß, oval, ganzrandig und hinten frei abhebbar. Gaumenzähne fehlen. Vor dem Schlundeingang sind zwei quere Hautfalten vorhanden. Die hintere ist stets gezähnelt, die vordere gekerbt oder glatt. Das Trommelfell ist mehr oder weniger deutlich sichtbar. Die Finger sind frei. Die Zehen sind frei oder durch Schwimmhäute verbunden. Diese greifen aber nicht zwischen die Metatarsen der 4. und 5. Zehe ein. Die Finger- und Zehenspitzen sind zu Haftscheiben verbreitert. Sie besitzen T- oder Y-förmige, knöcherne Endphalangen. Praecoracoide sind vorhanden. Die ihrem Vorderrand angelagerten Schlüsselbeine erreichen mit ihrem lateralen Ende nicht das Schulterblatt. Es gibt jedoch bei vielen Arten eine knorpelige Verbindung zwischen den beiden Knochen, bei den übrigen Arten besteht diese Verbindung aus Bändern aus Kollagen. Das Omosternum fehlt. Das Sternum ist eine ankerförmige Knorpelplatte. Die Querfortsätze des Sakralwirbels sind ziemlich stark verbreitert.

## Vorkommen
Die Gattung kommt von den südlichen Philippinen, Sulawesi und den Kleinen Sundainseln bis Neuguinea und Neubritannien vor.

## Systematik
Die Gattung Oreophryne wurde 1895 von Oskar Boettger erstbeschrieben. Sie umfasst 72 Arten:
Stand: 17. Februar 2023
- Oreophryne albitympanum Günther, Richards & Tjaturadi, 2018[4]
- Oreophryne albomaculata Günther, Richards & Dahl, 2014[5]
- Oreophryne albopunctata (Van Kampen, 1909)
- Oreophryne alticola Zweifel, Cogger & Richards, 2005
- Oreophryne ampelos Kraus, 2011
- Oreophryne anamiatoi Kraus & Allison, 2009
- Oreophryne anser Kraus, 2016[6]
- Oreophryne anthonyi (Boulenger, 1897)
- Oreophryne anulata (Stejneger, 1908)
- Oreophryne asplenicola Günther, 2003
- Oreophryne atrigularis Günther, Richards & Iskandar, 2001
- Oreophryne aurora Kraus, 2016[6]
- Oreophryne banshee Kraus, 2016[6]
- Oreophryne biroi (Méhely, 1897)
- Oreophryne brachypus (Werner, 1898)
- Oreophryne brevicrus Zweifel, 1956
- Oreophryne brevirostris Zweifel, Cogger & Richards, 2005
- Oreophryne brunnea Kraus, 2017[7]
- Oreophryne cameroni Kraus, 2013[1]
- Oreophryne celebensis (Müller, 1894)
- Oreophryne chlorops Günther, Iskandar & Richards, 2023[8]
- Oreophryne choerophrynoides Günther, 2015[9]
- Oreophryne clamata Günther, 2003
- Oreophryne crucifer (Van Kampen, 1913)
- Oreophryne curator Günther, Richards & Dahl, 2014[5]
- Oreophryne equus Kraus, 2016[6]
- Oreophryne ezra Kraus & Allison, 2009
- Oreophryne flava Parker, 1934
- Oreophryne flavomaculata Günther & Richards, 2016[10]
- Oreophryne frontifasciata (Horst, 1883)
- Oreophryne furu Günther, Richards, Tjaturadi & Iskandar, 2009
- Oreophryne gagneorum Kraus, 2013[1]
- Oreophryne geislerorum (Boettger, 1892)
- Oreophryne geminus Zweifel, Cogger & Richards, 2005
- Oreophryne graminis Günther & Richards, 2012
- Oreophryne habbemensis Zweifel, Cogger & Richards, 2005
- Oreophryne hypsiops Zweifel, Menzies & Price, 2003
- Oreophryne idenburgensis Zweifel, 1956
- Oreophryne inornata Zweifel, 1956
- Oreophryne insulana Zweifel, 1956
- Oreophryne jeffersoniana Dunn, 1928
- Oreophryne kampeni Parker, 1934
- Oreophryne kapisa Günther, 2003
- Oreophryne lemur Kraus, 2016[6]
- Oreophryne loriae (Boulenger, 1898)
- Oreophryne matawan Kraus, 2016[6]
- Oreophryne meliades Kraus, 2016[6]
- Oreophryne mertoni (Roux, 1910)
- Oreophryne minuta Richards & Iskandar, 2000
- Oreophryne moluccensis (Peters & Doria, 1878)
- Oreophryne monticola (Boulenger, 1897)
- Oreophryne nicolasi Richards & Günther, 2019[11]
- Oreophryne notata Zweifel, 2003
- Oreophryne oviprotector Günther, Richards, Bickford & Johnston, 2012
- Oreophryne parkopanorum Kraus, 2013[1]
- Oreophryne penelopeia Kraus, 2016[6]
- Oreophryne philosylleptoris Kraus, 2016[6]
- Oreophryne phoebe Kraus, 2017[12]
- Oreophryne picticrus Kraus, 2016[6]
- Oreophryne pseudasplenicola Günther, 2003
- Oreophryne pseudunicolor Günther & Richards, 2016[10]
- Oreophryne roedeli Günther, 2015[9]
- Oreophryne rookmaakeri Mertens, 1927
- Oreophryne sibilans Günther, 2003
- Oreophryne streiffeleri Günther & Richards, 2012
- Oreophryne terrestris Zweifel, Cogger & Richards, 2005
- Oreophryne unicolor Günther, 2003
- Oreophryne variabilis (Boulenger, 1896)
- Oreophryne waira Günther, 2003
- Oreophryne wapoga Günther, Richards & Iskandar, 2001
- Oreophryne wolterstorffi (Werner, 1901)
- Oreophryne zimmeri Ahl, 1933

Oreophryne nana Brown & Alcala, 1967 und Oreophryne parkeri Loveridge, 1955 wurden 2017 in die Gattung Aphantophryne gestellt.